# Tamron
Tamron Co., Ltd (jap. 株式会社タムロン Kabushiki-gaisha Tamuron) – japońskie przedsiębiorstwo produkujące:

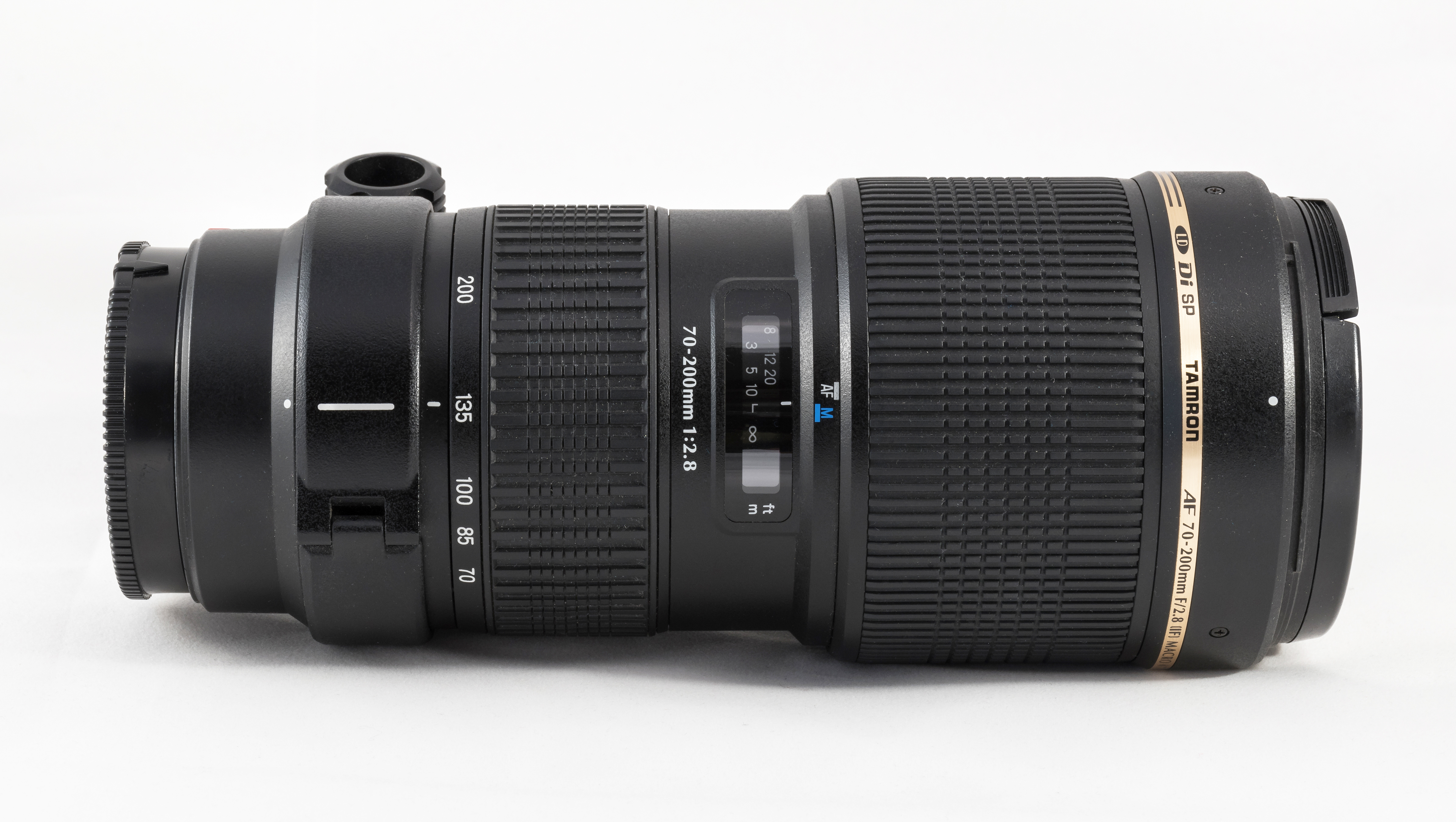
Zoom długoogniskowy Tamron

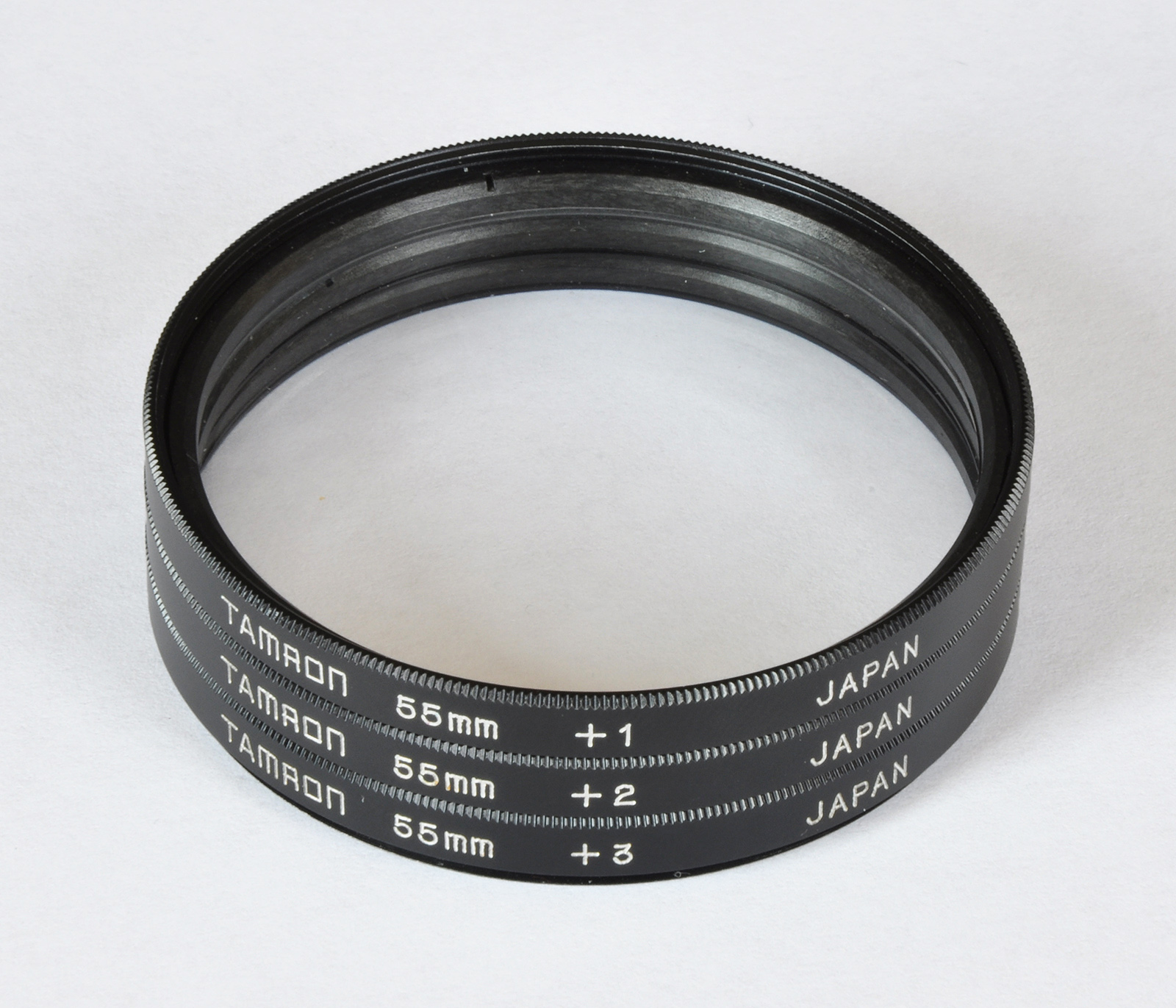
Nasadki Tamron do makrofotogafii

- obiektywy i soczewki fotograficzne (do aparatów analogowych i cyfrowych);
- obiektywy i soczewki do kamer video;
- komponenty optyczne i przemysłową optykę użytkową;
- akcesoria fotograficzne;
- aparaty fotograficzne Bronica.

W posiadaniu 11,08% udziałów przedsiębiorstwa jest firma Sony.

## Produkty

### Obiektywy fotograficzne
- Obiektywy wymienne dla 35 mm lustrzanek (jednoobiektywowych aparatów fotograficznych)
- Obiektywy stałoogniskowe, szerokokątne, teleobiektywy i soczewki makro
- Obiektywy zmiennoogniskowe, tzw. zoomy, telekonwertery
- średnioformatowe aparaty fotograficzne marki „Bronica” i obiektywy wymienne do tych aparatów (produkcję zamknięto w 2005 r.),
- wyposażenie dodatkowe i akcesoria do aparatów fotograficznych itp.

### Komponenty optyczne
- Soczewki do kamer wideo
- Soczewki do cyfrowych aparatów fotograficznych
- Soczewki do aparatów fotograficznych w telefonach komórkowych
- Komponenty i części cyfrowych kamer i aparatów fotograficznych.

### Optyka użytkowa
- Obiektywy do kamer telewizji przemysłowej stosowanych w
- Monitoringu obiektów lub zjawisk.
- Telewizji przemysłowej
- Przetwarzaniu obrazów
- Soczewki projekcyjne, komponenty i części optyczne, urządzenia optyczne itd.